# Женілсон Анжело де Соуза
Женілсон Анжело де Соуза (порт. Jenílson Ângelo de Souza, нар. 20 червня 1973, Санто-Антоніо-де-Жезус), більш відомий за прізвиськом Жуніор (порт. Júnior) — колишній бразильський футболіст, що грав на позиції захисника.
Виступав, зокрема, за клуби «Парма» та «Сан-Паулу», а також національну збірну Бразилії.
Дворазовий переможець Ліги Пауліста. Володар Кубка Бразилії. Володар Кубка Італії. Дворазовий володар Кубка Лібертадорес. У складі збірної — чемпіон світу.

## Клубна кар'єра
Народився 20 червня 1973 року в місті Санто-Антоніо-де-Жезус. Вихованець футбольної школи клубу «Віторія» (Салвадор). Дорослу футбольну кар'єру розпочав 1995 року в основній команді того ж клубу, в якій провів один сезон, взявши участь у 17 матчах чемпіонату.
Протягом 1997–1999 років захищав кольори команди клубу «Палмейрас». За цей час виборов титул володаря Кубка Бразилії, ставав володарем Кубка Лібертадорес.
Своєю грою за останню команду привернув увагу представників тренерського штабу клубу «Парма», до складу якого приєднався 2000 року. Відіграв за пармську команду наступні чотири сезони своєї ігрової кар'єри. Більшість часу, проведеного у складі «Парми», був основним гравцем захисту команди. За цей час додав до переліку своїх трофеїв титул володаря Кубка Італії.
Протягом 2003–2004 років захищав кольори команди клубу «Сієна».
2004 року уклав контракт з клубом «Сан-Паулу», у складі якого провів наступні чотири роки своєї кар'єри гравця. Граючи у складі «Сан-Паулу» також здебільшого виходив на поле в основному складі команди. За цей час додав до переліку своїх трофеїв ще один титул володаря Кубка Лібертадорес.
Протягом 2008–2010 років захищав кольори команди клубу «Атлетіко Мінейру».
Завершив професійну ігрову кар'єру у клубі «Гояс», за команду якого виступав протягом 2010 року.

## Виступи за збірну
1996 року дебютував в офіційних матчах у складі національної збірної Бразилії. Протягом кар'єри у національній команді, яка тривала 9 років, провів у формі головної команди країни лише 22 матчі, забивши 1 гол.
У складі збірної був учасником розіграшу Золотого кубка КОНКАКАФ 1998 року у США, на якому команда здобула бронзові нагороди, розіграшу Кубка Америки 2001 року у Колумбії, а також чемпіонату світу 2002 року в Японії і Південній Кореї, здобувши того року титул чемпіона світу.

## Титули і досягнення
- Переможець Ліги Пауліста (2):

«Палмейрас»: 1996
«Сан-Паулу»: 2005
- Володар Кубка Бразилії (1):

«Палмейрас»: 1998
- Володар Кубка Італії (1):

«Парма»: 2001-02
- Володар Кубка Лібертадорес (2):

«Палмейрас»: 1999
«Сан-Паулу»: 2005
- Чемпіон світу (1): 2002
- Бронзовий призер Золотого кубка КОНКАКАФ: 1998